# Novaja Huta
Novaja Huta (belarusiska samt även ryska: Новая Гута: Novaja Guta) är en agropolis i Belarus. Den ligger i voblasten Homels voblast, i den östra delen av landet, 300 km sydost om huvudstaden Minsk. Novaja Huta ligger 133 meter över havet och antalet invånare är 2 159.

## Natur och klimat
Terrängen runt Novaja Huta är platt. Runt Novaja Huta är det glesbefolkat, med 16 invånare per kvadratkilometer.. Det finns inga andra samhällen i närheten.
I omgivningarna runt Novaja Huta växer i huvudsak blandskog.